# Aleksándr Protopópov
Aleksánder Dmítrievich Protopópov (en ruso: Алекса́ндр Дми́триевич Протопо́пов; 18 de diciembre de 1866-27 de octubre de 1918) fue un político liberal del Imperio ruso. Fue ministro del Interior de septiembre de 1916 a marzo de 1917, el último que desempeñó el cargo durante la monarquía.

## Juventud
Protopópov era el hijo de un noble rico que poseía vastas fincas y una fábrica textil. Nació en Simbirsk en 1866, lugar donde también nacieron Aleksándr Kérenski y Vladímir Lenin. Estudió como cadete en la selecta Escuela de Caballería Nickolaev antes de ingresar en el Regimiento de Granaderos Montados de la Guardia Imperial. Después de dejar el ejército en 1889, estudió Derecho. Seguidamente, asumió el puesto de director de la planta textil de su padre. Se trasladó a San Petersburgo, y comenzó a participar en actividades financieras.

## Carrera política
Fue elegido diputado por el Partido Octubrista en 1907 en las elecciones a la Duma tercera y cuarta. Se le consideraba parte de la corriente más izquierdista de la formación. Obtuvo luego el cargo de mariscal de la Nobleza del uezd de Korsún (1912), y de la gobernación de Simbirsk (1916). En 1916, lo nombraron presidente de la Junta de la Industria Metalúrgica, que dominaban algunos bancos de capital alemán.
En noviembre de 1913 o mayo de 1914, fue nombrado vicepresidente de la Duma que presidía Mijaíl Rodzianko. Protopópov fue vicepresidente de la Cámara de 1914 a 1916. Fundó un periódico (Rússkaya Volya, La voluntad de Rusia), financiado por ciertos bancos, en el que trabajaron como periodistas Nikolái Gredeskul y Aleksandr Amfiteátrov. Según Joseph T. Fuhrmann, pasó seis meses hospitalizado a partir de finales de 1915 en la clínica de Piotr Badmaev. En la primavera de 1916 y a petición de Rodzianko, encabezó una delegación de diputados de la Duma (en la participó también Pável Miliukov) que hizo una gira para fortalecer los vínculos con los aliados occidentales de Rusia en la guerra mundial (los de la Triple Entente). Durante el viaje, se reunió con el industrial y político alemán Hugo Stinnes y con el ministro de Asuntos Exteriores sueco, Knut Wallenberg.
Se reunió con el zar el 20 de julio de 1916, tras volver del viaje al Reino Unido y Francia, a quien dio muy buena impresión. Kerenski lo describió como «guapo, elegante, cautivador... moderadamente liberal y siempre agradable». La zarina Alejandra urgió en varias ocasiones a su marido a que nombrase ministro del Interior a Protopópov, puesto que lo creía cercano a Rasputín. El nombramiento del vicepresidente de la Duma a un cargo gubernamental clave podía mejorar las relaciones entre aquella y la Corona. Los contactos de Protopópov con representantes alemanes para tratar la firma de la paz causaron escándalo: según el New York Times, había indicios de acercamiento entre los Gobiernos ruso y alemán. Se sospechaba que Protopópov mantenía contactos con Hellmuth Lucius von Stoedten, el enviado alemán en Suecia, y Fritz M. Warburg, un banquero de la familia Warburg. A pesar de haber quedado impresionado por el encanto de Protopópov, al principio el zar no estuvo seguro de que fuese la persona idónea para encabezar el Ministerio del Interior, cargo del que dependían la Policía y el suministro de alimentos en un momento de inestabilidad y escasez. Carecía de experiencia burocrática y sabía poco del trabajo policial. Pese a ello, Nicolás lo nombró finalmente ministro entre 16 y 20 de septiembre de 1916. Según Richard Pipes, obtuvo plenos poderes para gestionar el país. Su nombramiento complació a la Duma, a la prensa y a los círculos financieros, que esperaban equivocadamente una liberalización del Gobierno.

### Ministro del Interior

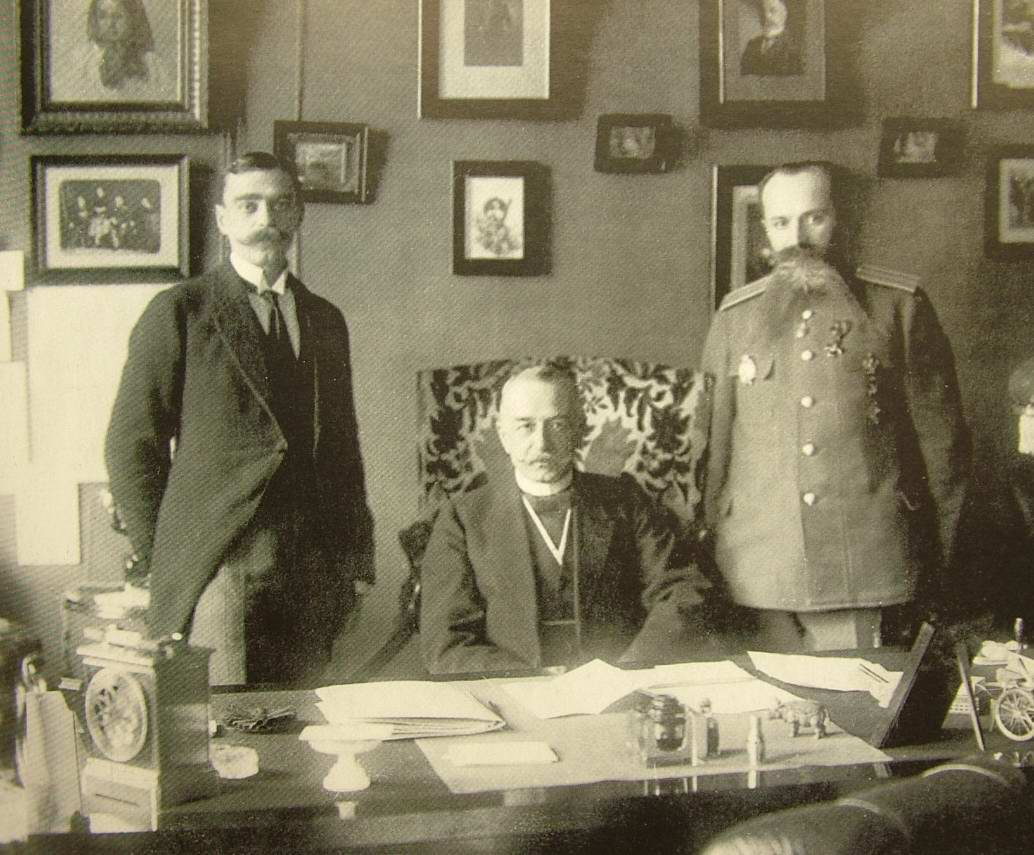
Protopópov, sentado, y dos ayudantes, en septiembre de 1916.

Pese a que antes se lo había considerado liberal, Protopópov asumió el cargo con el objetivo de mantener la autocracia zarista y el poder de la zarina y sus allegados, desilusionando pronto a sus antiguos correligionarios. Dado que el zar estaba lejos de la capital (en el cuartel general del Estado Mayor del Ejército), el gobierno de Rusia quedó en manos de la zarina, Rasputín y Protopópov, con la colaboración de Anna Výrubova. Protopópov mantuvo en general la política reaccionaria de su predecesor, Borís Shtiúrmer. Según Rodzianko y Pares, era mentalmente inestable. Sus discursos eran incoherentes. Carecía de medidas efectivas para atajar los graves problemas que aquejaban por entonces al país.
En octubre propuso que un grupo de banqueros piterburgueses adquiriesen todo el pan y se encargasen de distribuirlo por todo el país. Ordenó además la liberación de Vladímir Sujomlínov. Planeó la supresión de ciertas organizaciones públicas, especialmente el Zemgor y los Comités de Industria de Guerra, para recobrar el apoyo del mundo empresarial, que era lo que mejor conocía. En noviembre trató de disolver la Duma.
El nuevo primer ministro Aleksandr Trépov le comunicó que deseaba que pasase del Ministerio del Interior al de Comercio, pero Protopópov se negó a aceptar el cambio. En noviembre de 1916, Trépov hizo de la marcha de Protopópov una condición indispensable para aceptar la presidencia del Consejo de Ministros. La zarina, sin embargo, trató de que Protopópov mantuviese el cargo. El 27 de noviembre de 1916, Trépov marchó a la sede de la Stavka para reunirse con el zar y tratar la crisis, que se agudizaba. Amenazó con dimitir al día siguiente. El 30 de noviembre, Nikolái Pokrovski fue nombrado ministro de Asuntos Exteriores, pero dimitió en cuatro ocasiones por discrepancias con Protopópov. Pokrovski deseaba fomentar las inversiones estadounidenses en la economía rusa. El 20 de diciembre el gabinete solicitó a Protopópov que acudiese ante el zar y dejase su cargo, pero este mantuvo el puesto por insistencia  de la zarina. En diciembre de 1916 prohibió que los zemstvos se reuniesen sin presencia policial. Creía que estas organizaciones estaban dominadas por personal revolucionario y que sus peticiones de participar en las actividades de suministro de alimentos ocultaba motivos políticos.
Cuando los problemas de suministro lo desbordaron finalmente, reaccionó eliminando la obligación de la población judía de registrar su residencia en Moscú y otras ciudades. Dedicó las últimas semanas en el cargo a hacer nombramientos nepotistas y responder a las felicitaciones navideñas.

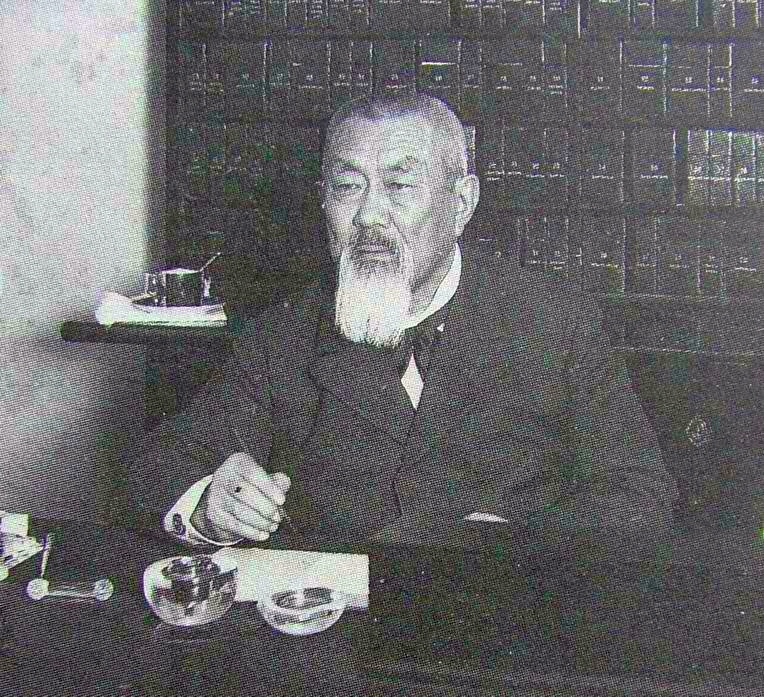
El curandero tibetano Piotr Badmáyev

## Relaciones con Rasputín
Rasputín tuvo una relación más estrecha con Protopópov que con su predecesor Shtiúrmer. Se conocían desde 1912 y los había presentado Piotr Badmayev. Rasputín influyó en el ascenso de Protopópov y favoreció su nombramiento como ministro. Protopópov sufría una sífilis avanzada y era muy supersticioso. Esto lo debilitó y lo hizo mentalmente inestable. Se trataba con Piotr Badmayev y Rasputín. Al anochecer del 29 de diciembre de 1916, trató de que este no acudiese a visitar a Félix Yusúpov. Rasputín desoyó el consejo y fue asesinado en el Palacio Yusúpov de San Petersburgo horas más tarde. Se afirma que Protopópov solicitó consejo del difunto Rasputín mediante sesiones de espiritismo.

## Revolución
Los trabajadores de las mayores fábricas de la capital rusa se pusieron en huelga el 7 de marzo de 1917. El Día Internacional de la Mujer, 8 de marzo, las trabajadoras salieron a las calles para manifestarse contra la hambruna, la guerra y el zar. Dos días después, en un consejo de ministros, Pokrovski propuso que el Gobierno en pleno dimitiese. El 11 de marzo, Protopópov y el jefe del distrito militar de Petrogrado, Nikolái Ivánov, trataron en vano de aplastar la Revolución de Febrero. Protopópov soslayó los informes de la policía secreta, la Ojrana, que afirmaban que las tropas de la guarnición, indisciplinadas y faltas de adiestramiento, no eran de confianza. Los batallones de reservistas de cuatro regimientos de la Guardia Imperial se amotinaron y se unieron a los revolucionarios. Pokrovski informó sobre sus negociaciones con el Bloque Progresista (encabezado por Vasili Maklakov) al Gobierno, reunido en el Palacio Mariinski. El Bloque había solicitado la dimisión del Gobierno. Parece que Protopópov se negó a dimitir. El día 12 se disolvió la Duma y Protopópov se proclamó dictador. Poco después su domicilio y oficina fueron saqueados por manifestantes. Protopópov se refugió en el Palacio Mariinski. Según M. Nelipa, el 13 de marzo Protopópov acudió a pie al Palacio Táuride a las once de la noche y se entregó. Fue encerrado en la sala principal, donde los centinelas custodiaban a los ministros apresados. El nuevo Gobierno provisional ruso presidido por Gueorgui Lvov le pidió que renunciase al cargo, pretextando para ello su mala salud si lo consideraba pertinente. Fue trasladado a la fortaleza de San Pedro y San Pablo esa noche, junto al príncipe Golitsyn.
En prisión, Protopópov preparó diversas declaraciones juradas sobre su período al frente del Ministerio del Interior. Sufría alucinaciones, por lo que fue trasladado a un hospital militar. Fue ejecutado por la Checa en Moscú.